# Winter-Universiade 1972/Nordische Kombination
Bei der Winter-Universiade 1972 wurde ein Wettbewerb in der Nordische Kombination ausgetragen.

## Bilanz

### Medaillenspiegel
| Platz  | Land             | Gold | Silber | Bronze | Gesamt |
| ------ | ---------------- | ---- | ------ | ------ | ------ |
| 1      | Sowjetunion      | 1    | –      | –      | 1      |
| 2      | Japan            | –    | 1      | –      | 1      |
| 3      | Tschechoslowakei | –    | –      | 1      | 1      |
| Gesamt | Gesamt           | 1    | 1      | 1      | 3      |

### Medaillengewinner
| Disziplin | Gold             | Silber        | Bronze        |
| --------- | ---------------- | ------------- | ------------- |
| Einzel    | Wladimir Rusinow | Hideki Nakano | Ladislav Rygl |